# Héctor Germán Oesterheld
Héctor Germán Oesterheld (Buenos Aires, 23 juillet 1919 - desaparecido en 1977, probablement tué en 1978) est un scénariste argentin de bande dessinée, espérantiste et militant de la gauche peroniste. Géologue de formation, c'est l'un des auteurs les plus marquants de la bande dessinée argentine.

## Biographie
Héctor Oesterheld est né à Buenos Aires d'un père allemand, Fernando Oesterheld, et d'une mère basque, Elvira Ana Puyol, d'origine juive. Dès 1951, il écrit des bandes dessinées, travaillant avec le dessinateur argentin Alberto Breccia, Hugo Pratt (El Sargento Kirk, Ernie Pike), etc. Il fonde en 1957 la maison d'édition Frontera (es), à laquelle participe Hugo Pratt, et qui publie notamment L'Éternaute en feuilleton.
En 1968, sous la dictature du général Onganía, il écrit avec Enrique et Alberto Breccia la seule biographie dessinée de Che Guevara. Seule la première édition, rapidement épuisée, a pu être imprimée, la censure s'abattant sur les suivantes. Il publia La Guerra de los Antartes, une histoire mythique de l'Argentine qui mettait en valeur les idéaux révolutionnaires des Montoneros, dans le journal Noticias, interdit par le décret no 630 du 27 août 1974 (sous le gouvernement d'Isabel Perón). Une biographie dessinée d'Eva Perón a aussi été préparée, mais n'a pas été achevée en raison de la censure militaire ; les originaux ont été publiés bien plus tard par la maison d'édition Doedytores.
Militantes de la gauche peroniste, ses quatre filles (18 à 25 ans) ont été enlevées, séquestrées et assassinées par la junte militaire (1976-1983), ainsi que ses petits-enfants et ses beau-fils. Il devint directeur de la publication des Montoneros après ces enlèvements.
Âgé de près de 60 ans, Héctor Oesterheld fut enlevé à son tour fin 1977 et ne réapparut jamais. Il transita par le centre clandestin de détention de La Perla ainsi que par le « Sheraton » (novembre 1977-janvier 1978). Le rapport de la CONADEP cite des témoins qui l'ont vu dans les centres de détention, et le procureur de Nuremberg (Allemagne) a ouvert une enquête concernant sa disparition. La Coalition contre l'impunité en Argentine (es), qui reçut en 2004 le prix de solidarité de la ville de Brême, a aussi enquêté sur son cas ; le prix fut donné en mains propres au pasteur Kuno Hauck et à la femme d'Héctor, Elsa de Oesterheld, en commémoration des victimes allemandes ou d'origine allemande de la dictature militaire.
Sa veuve Elsa Sánchez participa aux manifestations des Mères de la Plaza de Mayo et devint une des porte-paroles des Grand-mères de la Plaza de Mayo, qui luttaient pour le retour des orphelins des « disparus » dans leurs familles.

## Prix (posthumes)
- 1980 : 
  -  Plaque UNICEF de la bande dessinée remis par le jury du 14e Salon international de Lucques
  -  Prix Yellow-Kid spécial remis par le public du même festival